# 瀬野隆
瀬野 隆（せの たかし、1944年 - ）は、国士舘大学政経学部教授であり、学校法人国士舘常任理事。学位は、博士（経済学）（国士舘大学）。

## 人物・来歴
- 京都府生まれ。昭和38年国士舘大学政経学部経済学科入学

## 著書
- 現代経済政策論（単著）
- 国際貿易の理論・政策・実務（共著）

## 所属学会等
- 日本経済政策学会
- 日本国際経済学会
- 統計学会
- 日本貿易学会